# Ганнибал Лектер
Ганниба́л Ле́ктер (англ. Hannibal Lecter) — персонаж, созданный писателем, журналистом и сценаристом Томасом Харрисом. Фигурирует в романах «Красный дракон», «Молчание ягнят», «Ганнибал» и «Ганнибал: Восхождение». Впервые появляется в романе «Красный дракон» как блестящий судебный психиатр, серийный убийца и каннибал. Он проявляет черты психопата, обладает выдающимся интеллектом. Интеллект приносит ему известность в медицинских кругах, а каннибализм — среди простых людей.

## Описание
Рожден был в 1938 году в семье литовского графа и итальянской аристократки. В романах Харриса и в их экранизациях доктор Лектер — считающий себя очень образованным, культурно и интеллектуально развитым психиатром и хирургом, одновременно серийный убийца, практикующий на своих жертвах каннибализм.
Ганнибал Лектер был пойман в книге «Красный дракон» после убийства Распая, флейтиста, чья игра не понравилась Ганнибалу и который поплатился за «фальшивое» исполнение произведения своей жизнью.
В романах Харриса у Ганнибала Лектера была полидактилия, а именно редчайшая её форма. На левой руке доктора было шесть пальцев, причем шестой, средний, в точности копировал своего собрата.
Харрис рассказал, что на создание персонажа его вдохновил тюремный врач из мексиканского города Монтеррей в штате Нуэво-Леон. Об этом стало известно из предисловия писателя к новому изданию «Молчания ягнят», посвящённому 25-летию со дня выхода книги. Тем не менее Харрис не раскрыл фамилию доктора, предпочитая называть его вымышленным именем «доктор Саласар».
Ганнибал Лектер на самом деле весьма интересная фигура. Думаю, втайне мы им восхищаемся. Он воплощает собой невыразимую часть нас самих, желания, фантазии и тёмные стороны нашей души, и мы можем быть по-настоящему здоровы, только если признаем их существование. Наверное, нам хочется быть такими же сорвиголовами, как он.
Харрис рассказал, что встретился с доктором Саласаром в тюрьме, куда приехал, чтобы взять интервью у американского заключённого, осуждённого за убийство троих молодых людей. Точную дату встречи Харрис не помнит — предположительно это случилось в 1964 году. Харрис познакомился с доктором Саласаром после того, как тот спас жизнь преступника, у которого писатель собирался брать интервью. Заключённый получил ранение при попытке побега из тюрьмы, но тюремный врач сумел его вылечить. Писатель вспоминает, как беседовал с доктором Саласаром о раненом американском заключённом и детских психологических травмах, которые могли толкнуть его на убийство. «Доктор Саласар был небольшим гибким человеком с тёмно-рыжими волосами. Он держался очень спокойно, и в нём была некая элегантность», — рассказывает Харрис. Этот разговор послужил прообразом сцены в книге «Молчание ягнят», где Ганнибал Лектер расспрашивает стажёра ФБР Кларису Старлинг о её детских травмах. 
Были сделаны предположения, что реальное имя доктора — Альфредо Балли Тревиньо (Alfredo Ballí Treviño), он был освобождён из тюрьмы в 1980-х и умер в 2009 или 2010 году.
В своих комментариях на DVD «Молчания ягнят» Хопкинс утверждал, что на манеру речи его персонажа сильно повлиял зловещий компьютер HAL 9000 из фильма Стэнли Кубрика «Космическая одиссея 2001 года», а немигающий взгляд он позаимствовал из документальных съёмок допросов Чарльза Мэнсона.

## Появления

### В кино и сериалах
|   | Актёр           | Появления в проектах  | Режиссёр       | Год       | Основано на книге     |
| - | --------------- | --------------------- | -------------- | --------- | --------------------- |
| ф | Брайан Кокс     | Охотник на людей      | Майкл Манн     | 1986      | Красный дракон        |
| ф | Энтони Хопкинс  | Молчание ягнят        | Джонатан Демми | 1991      | Молчание ягнят        |
| ф | Энтони Хопкинс  | Ганнибал              | Ридли Скотт    | 2001      | Ганнибал              |
| ф | Энтони Хопкинс  | Красный дракон        | Бретт Ратнер   | 2002      | Красный дракон        |
| ф | Гаспар Ульель   | Ганнибал: Восхождение | Питер Уэббер   | 2007      | Ганнибал: Восхождение |
| с | Мадс Миккельсен | Ганнибал              | список         | 2013—2015 | Красный дракон        |
| с | Мадс Миккельсен | Ганнибал              | список         | 2013—2015 | Ганнибал              |
| с | Мадс Миккельсен | Ганнибал              | список         | 2013—2015 | Ганнибал: Восхождение |

### Награды за исполнение роли Ганнибала Лектера
В 2003 году Американский институт киноискусства назвал доктора Ганнибала Лектера в исполнении Энтони Хопкинса кинозлодеем номер один всех времён. Хопкинс был удостоен премии Американской киноакадемии «Оскар» за эту роль в фильме «Молчание ягнят».
В 2014 году за эту роль Миккельсен получил премию «Сатурн».

## Критика и отзывы
- По версии британского издания «Empire» Лектер в исполнении Хопкинса занимает двадцать первое место в рейтинге ста величайших киногероев[10].
- Сайт «IGN» поставил Ганнибала Лектера на 7-е место в списке «25 лучших злодеев в фильмах ужасов»[11].

В 2016 году журнал «Rolling Stone» поместил Лектера из сериала «Ганнибал» на 18 позицию в своём списке «40 величайших телевизионных злодеев всех времён».